# Quang Trung, Kiến Xương
Quang Trung là một xã thuộc huyện Kiến Xương, tỉnh Thái Bình, Việt Nam.
Xã có diện tích 7,94 km², dân số năm 1999 là 8.646 người, mật độ dân số đạt 1.089 người/km².
Xã gồm 5 thôn là Mỹ Nguyên, Trà Đoài, Trà Đông, Thượng Phúc, Cao Mại Đoài.